# Hustota toku pravděpodobnosti
Hustota toku pravděpodobnosti je vektorová veličina popisující změnu (toku) v hustotě pravděpodobnosti a je definovaná vztahem:
{\displaystyle {\textbf {j}}={\frac {i\hbar }{2m}}\left(\psi \nabla \psi ^{*}-\psi ^{*}\nabla \psi \right)},
kde {\displaystyle \hbar } je redukovaná Planckova konstanta, {\displaystyle m} je hmotnost částice, {\displaystyle \psi } je vlnová funkce a {\displaystyle \psi ^{*}} funkce s ní komplexně sdružená, {\displaystyle i} imaginární jednotka a {\displaystyle \nabla } značí gradient .